# 格利博卡 (舊桑博爾區)
49°32′29″N 22°59′15″E / 49.54139°N 22.98750°E
格利博卡（烏克蘭語：Глибока），是烏克蘭西部的村莊，隸屬利維夫州的桑比爾區。該村面積0.51平方公里，海拔高度314米，2001年人口198，人口密度每平方公里390.53人。